# Beaufort-sur-Gervanne
Beaufort-sur-Gervanne település Franciaországban, Drôme megyében. Lakosainak száma 485 fő (2022. január 1.). Beaufort-sur-Gervanne Eygluy-Escoulin, Gigors-et-Lozeron, Montclar-sur-Gervanne, Plan-de-Baix és Suze községekkel határos.

## Népesség
A település népességének változása:
| Lakosok száma | 276  | 253  | 253  | 371  | 454  | 466  | 471  | 477  | 477  | 485  |
|               | 1968 | 1982 | 1990 | 2006 | 2013 | 2015 | 2017 | 2019 | 2020 | 2022 |